# Santa Clara-a-Nova
Pour les articles homonymes, voir Santa Clara.
Santa Clara-a-Nova est une ancienne paroisse civile portugaise (en portugais : freguesia) de la municipalité d'Almodôvar dans le district de Beja.
La loi no 11-A/2013 du 28 janvier 2013, portant réorganisation administrative du territoire des freguesias, fusionne Santa Clara-a-Nova avec la paroisse voisine de Gomes Aires pour former l’União das Freguesias de Santa Clara-a-Nova e Gomes Aires (dont le siège est à Santa Clara-a-Nova).